# Валтер VI фон Кронберг
Валтер VI фон Кронберг (на немски: Walter VI von Cronberg; * 1358; † между 4 април 1400 и 22 септември 1400) е рицар от рицарския род Кронберг, господар на замък Кронберг над днешния град Кронберг в Таунус в Хесен.

## Произход и наследство
Той е син на Франк VIII фон Кронберг († 1378) и съпругата му ландграфиня Лорета фон Райзенберг († 1367), дъщеря на Куно IV фон Райфенберг, ландграф в Елзас († 1368/1370). Внук е на Валтер V фон Кронберг († 1353) и Лиза фон Райнберг († 1319). Сестра му Елза фон Кронберг († 1395/1397) се омъжва I. за Ханс Рюд фон Коленберг († 1361/29 септември 1378), II. пр. 19 май 1379 г. за дипломата Ханс V фон Хиршхорн († 18 ноември 1426). Сестра му Лиза фон Кронберг се омъжва пр. 1 декември 1364 г. за Йохан V фон Валдек, господар на Занек († 1404).
През 1618 г. Кронбергите са издигнати на фрайхерен, а през 1630 г. на графове. През 1704 г. фамилията измира със смъртта на Йохан Николаус фон Кронберг. Господството Кронберг отива на Курфюрство Майнц.

## Фамилия
Първи брак: през 1371 г. с Гетцеле фон Хатцфелд († сл. 1396), дъщеря на Крафт VIII фон Хатцфелд († сл. 1407) и Катарина фон Хатцфелд († сл. 1385). Те имат една дъщеря:
- Лорхен фон Кронберг († сл. 1419), омъжена на 24 ноември 1371 г. за Хартмут VIII фон Кронберг, байлиф на Бонамес († между 14 февруари 1425 – 4 ноември 1426), син на Йохан III фон Кронберг († 1411/1423) и Маргарета фон Рандек († сл. 1387)

Втори брак: на 19 май 1397 г. с Елизабет (Елза) фон Рункел (* ок. 1397; † 1413/1420), дъщеря на Дитрих III фон Рункел († 1403) и Юта фон Сайн († 1421), дъщеря на граф Салентин фон Сайн († 1384/1392). Те имат децата:
- Анна фо Кронберг (* ок. 1398, Кронберг; † 1442), омъжена между 13 септември 1408 и 18 ноември 1412 г. за Еберхард II фон Епщайн-Кьонигщайн († 1443)
- Франк XII фон Кронберг Богатия (* ок. 1398; † 5 май 1461), женен пр. 13 януари 1413 г. за Катарина фон Изенбург († 21 декември 1465), дъщеря на Салентин VI фон Изенбург († 1458) и Мария фон Изенбург († сл. 1396)

Вдовицата му Елизабет фон Рункел се омъжва втори път на 2 август 1404 г. за граф Райнхард III фон Вестербург (1388 – 1449).